# Botond

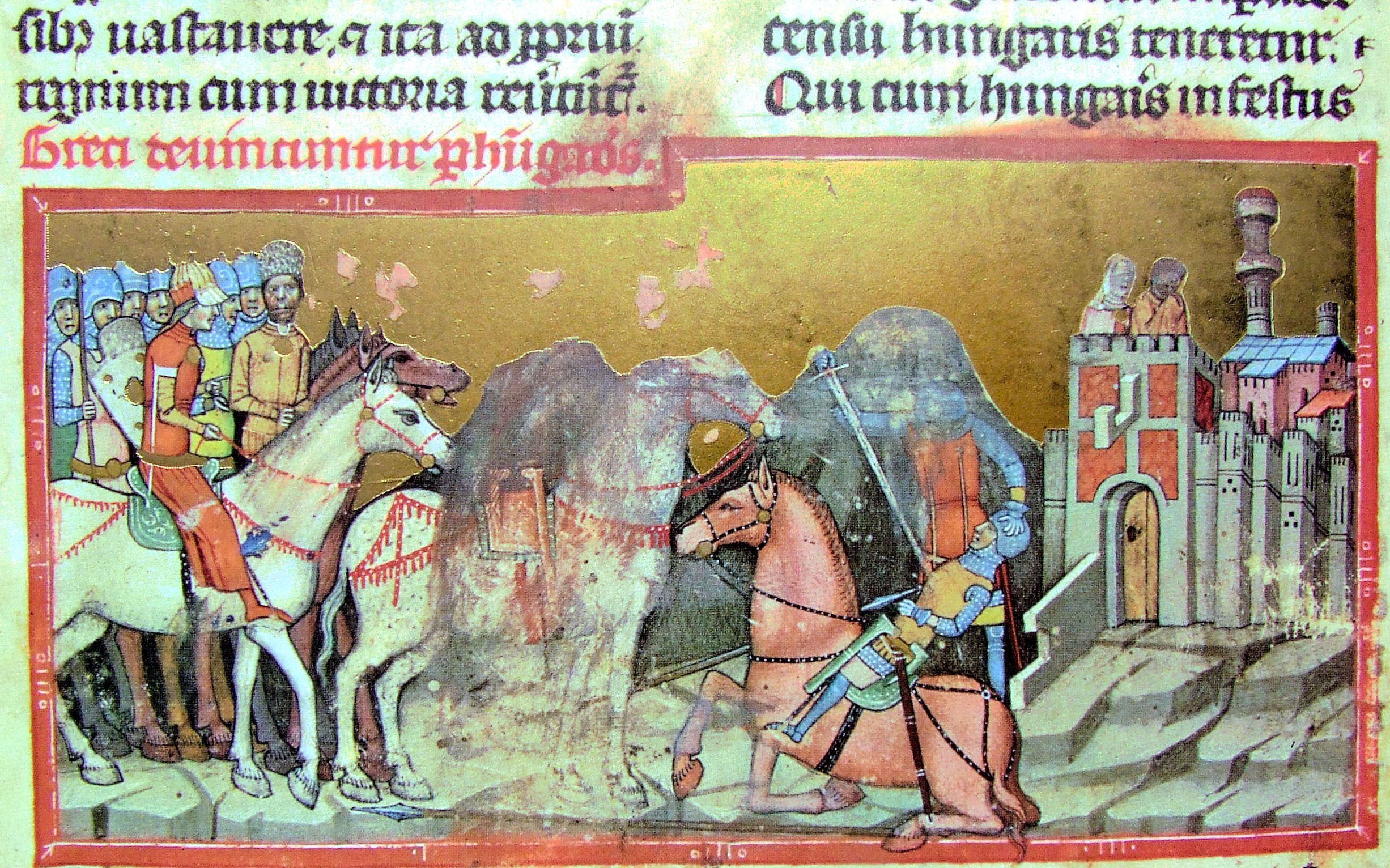
Botond, jefe tribal húngaro luchando contra el gigante griego frente la las puertas de Constantinopla. Se ve al jefe Apor sobre su caballo blanco, y encima del portón roto se ve al emperador bizantino y a su esposa. Imagen de la Crónica Ilustrada húngara.

Botond (? - ?) fue un jefe tribal húngaro del siglo X, que luchó contra los germanos y según la tradición derrotó a un gigante griego a las puertas de Constantinopla.

## Biografía
La tradición en la Crónica Ilustrada húngara establece que en 907, la nación húngara lo escogió a él, al jefe Lehel y al jefe Bulcsú como tutores del joven príncipe Zolta tras la muerte de su padre, el Gran Príncipe Árpád. Los tres tutores fueron conocidos por lograr una gran victoria sobre las fuerzas germánicas luego de tres días de combate. Al poco tiempo, estos tres mismos jefes húngaros también resultaron victoriosos en la campaña militar de los húngaros contra los germanos del año 945. 
Según la tradición, el 10 de agosto de 955, el jefe Botond se enteró de la terrible derrota sufrida por los húngaros en la Batalla de Lechfeld mientras luchaba en la campiña junto al Río Meno en territorios germánicos. Tras saber esto, a manera de represalia Botond salió victorioso sobre los germanos y como venganza ejecutó a los presos de guerra, llevándose los tesoros y botines que consiguió en la región.
Tras la derrota en occidente, los húngaros comenzaron a hacer incursiones hacia oriente, intentando someter las regiones fronterizas del Imperio Bizantino. Según las leyendas húngaras, el jefe húngaro Apor y Botond viajaron cerca del año 960 a Constantinopla, exigiéndole un impuesto de guerra al emperador bizantino (el cual probablemente era Romano II). Después de que ambos ejércitos se hallaran enfrente, los húngaros y los bizantinos decidieron que para evitar un derramamiento de sangre innecesario, organizarían un duelo con el mejor guerrero de cada bando.
Un enorme gigante griego fue escogido para luchar por los bizantinos, mientras Botond, de contextura más bien pequeña, representaba a los húngaros. Sin embargo, a la vista de griegos y húngaros, Botond derribó al gigante y con su mayal abrió un hueco en un portón bizantino de la ciudad, intimidando al propio emperador. El evento concluyó con el pago del impuesto a los húngaros.
Según la tradición húngara, Botond murió en territorio húngaro en la región de Nógrád y fue enterrado en Verőce, donde actualmente se halla el castillo de Migazzi.